# Rio Marrecas (vattendrag i Brasilien, lat -25,97, long -52,15)
Rio Marrecas är ett vattendrag i Brasilien.   Det ligger i delstaten Paraná, i den södra delen av landet, 1 200 km söder om huvudstaden Brasília.
I omgivningarna runt Rio Marrecas växer i huvudsak städsegrön lövskog. Runt Rio Marrecas är det mycket glesbefolkat, med 6 invånare per kvadratkilometer.